# 大型蠕形海葵
大型蠕形海葵（学名：Halcampella maxima）为蠕形海葵科大蠕形海葵属的动物。分布于日本以及中国东海等海域。
其种加词“maxima”意为“大的”。